# Banc de Serranilla
Le banc de Serranilla (en espagnol : banco Serranilla ou isla Serranilla) est un atoll de la mer des Caraïbes faisant partie de l'archipel de San Andrés, Providencia et Santa Catalina, administré par la Colombie mais revendiqué par les États-Unis en tant que territoire non incorporé et non organisé.

## Description
L'ensemble du banc de Serranilla a une longueur maximale de 40 km et une largeur maximale de 32 km.

## Histoire
Le territoire est attribué définitivement à la Colombie en 1928, malgré plusieurs contestations de la part du Nicaragua.

## Faune
C'est au banc de Serranilla qu'a eu lieu la dernière apparition confirmée d'un phoque moine des Caraïbes en 1952. L'espèce a été déclarée éteinte depuis. 